# American Horror Story: Murder House
La primera temporada de la sèrie de televisió de FX, American Horror Story s'estrenà el 5 d'octubre de 2011 i va concloure el 21 de desembre de 2011. La sèrie fou creada per Ryan Murphy i Brad Falchuk. La sèrie se centra en la família Harmon: Ben, Vivien i la seva filla Violet, els quals es traslladen de Boston a Los Angeles després que Vivien donés a llum un bebè mort i Ben tingués una aventura. Es traslladen a una mansió restaurada, sense saber que la casa està embruixada per les morts dels seus antics habitants.
American Horror Story fou rebuda generalment amb crítiques positives. L'episodi pilot arribà al 61% a Metacritic, basat en 29 ressenyes. Ken Tucker d'Entertainment Weekly premà l'epispdi pilot amb una B+, declarant, "AHS és bastant esgarrifosa, tot el temps: un munt de crits, sexe, ensurts, cares mutilades, comportament psicòtic i bebès morts".
Chuck Barney del San Jose Mercury News digué "La majoria dels xous televisius, després d'una estona, se'n van de la memòria. Aquest et perseguirà fins i tot en somnis". Hank Stuever de The Washington Post digué en la seva ressenya que "Refer les coses és una de les faltes de Murphy, però aquest xou té un estil captivador i és quelcom grotesc." Matt Fowler de IGN TV's va escriure que "l'episodi pilot contenia més estil que substància, però que és totalment visible". Fowler n'escrigué que "atrapava, era un experiment subversiu" i posà com a referència a Amityville Horror, The Shining i Twin Peaks.
No totes les ressenyes foren favorables: Alan Sepinwall de HitFix li donà a la sèrie una nota de D-, dient, "està molt per sobre del màxim, quan el màxim és un espectre microscòpic en el seu rar mirall, i està ple de sons rars, personatges que és possible que no oblidis tot i que és probable que ho desitgis."
L'episodi pilot obtingué un ràting d'1.6 entre adults d'edat entre els 18-49 i obtingué 3.2 milions d'espectadors, i tingué un total de 5.2 milions entre dos emissions. Aquest fou el millor número que FX ha rebut en una estrena de sèrie. L'episodi ajudà a fer que octubre fos el mes més vist a FX en tots els temps. L'episodi fou vist per 3.2 milions d'espectadors en 59 països.
Els ràtings augmentaren mentre la sèrie progressava, amb el quart episodi rebent un ràting d'1.7 entre adults de 18 a 49, una dècima d'un punt més alt que l'episodi pilot. El sèptim episodi tingué una audiència de 3.06 milions, rebent 1.8 de ràting entre adults de 18-49. El final de temporada fou vist per 3.22 milions d'espectadors i rebé un ràting d'1.8 compartit entre adults de 18-49. La primera temporada empatà amb la sèrie Falling Skies de TNT com la sèrie més gran de televisió per cable de l'any entre adults de 18-49.
Al Regne Unit, s'estrenà amb 128.200 espectadors. El segon episodi veié un augment del 27%, rebent una audiència total de 158.700.

## Repartiment i personatges
Repartiment principal
- Dylan McDermott com el Dr. Benjamin "Ben" Harmon (12 episodis)
- Connie Britton com a Vivien Harmon (12 episodis)
- Evan Peters com a Tate Langdon (12 episodis)
- Taissa Farmiga com a Violet Harmon (11 episodis)
- Denis O'Hare com a Larry Harvey (8 episodis)
- Jessica Lange com a Constance Langdon (11 episodis)

Repartiment secundari i personatges recurrents
- Frances Conroy como Moira O'Hara, la mestressa de la casa (11 episodis)
- Alexandra Breckenridge com a Moira O'Hara de jove (6 episodis)
- Jamie Brewer com a Adelaide "Addie", la filla de Constance (6 episodis)
- Kate Mara com a Hayden McClaine, l'estudiant de Ben i ex-amant (8 episodis)
- Christine Estabrook com a Marcy, l'agent de béns seents de Harmon (6 episodis)
- Zachary Quinto com a Chad, l'ex-propietari més recent de la casa (4 episodis)
- Teddy Sears com a Patrick, la parella de Chad (4 episodis)
- Shelby Young com a Leah, la pinxa de Violet, que després es converteix en la seva amiga (3 episodis)
- Matt Ross com a Dr. Charles Montgomery, un cirurgià que fou qui construí la casa el 1922 (6 episodis)
- Lily Rabe com a Nora Montgomery, l'esposa del Dr. Montgomery (7 episodis)
- Michael Graziadei com a Travis, el jove amor de Constance (5 episodis)
- Morris Chestnut com a Luke, un oficial de seguretat (6 episodis)
- Brando Eaton com a Kyle Greenwell, una víctima del tiroteig de Westfield High (2 episodis)
- Ashley Rickards com a Chloe Stapleton, una víctima del tiroteig de Westfield High (2 episodis)
- Alessandra Toreson com a Stephanie Boggs, una víctima del tiroteig de Westfield High (2 episodis)
- Sarah Paulson com a Billie Dean, un mèdium (3 episodis)

## Episodis
| # (sèrie) | # (temp.) | Títol                 | Director(s)         | Guionista(es)              | Estrena                | Codi de producció | Audiència (en milions) |
| --------- | --------- | --------------------- | ------------------- | -------------------------- | ---------------------- | ----------------- | ---------------------- |
| 1         | 1         | «Pilot»               | Ryan Murphy         | Ryan Murphy y Brad Falchuk | 5 d'octubre de 2011    | 1ATS79            | 3,184                  |
| 2         | 2         | «Home Invasion»       | Alfonso Gómez-Rejón | Ryan Murphy y Brad Falchuk | 12 d'octubre de 2011   | 1ATS01            | 2,462                  |
| 3         | 3         | «Murder House»        | Bradley Buecker     | Jennifer Salt              | 19 d'octubre de 2011   | 1ATS02            | 2,586                  |
| 4         | 4         | David Semel           | James Wong          | 26 d'octubre de 2011       | 1ATS03                 | 2,961             |                        |
| 5         | 5         | «Halloween»           | David Semel         | Tim Minear                 | 1ATS04                 | 2,745             |                        |
| 6         | 6         | «Piggy Piggy»         | Michael Uppendahl   | Jessica Sharzer            | 9 de novembre de 2011  | 1ATS05            | 2,831                  |
| 7         | 7         | «Open House»          | Tim Hunter          | Brad Falchuk               | 16 de novembre de 2011 | 1ATS06            | 3,061                  |
| 8         | 8         | «Rubber Man»          | Miguel Arteta       | Ryan Murphy                | 23 de novembre de 2011 | 1ATS07            | 2,812                  |
| 9         | 9         | «Spooky Little Girl»  | John Scott          | Jennifer Salt              | 30 de novembre de 2011 | 1ATS08            | 2,851                  |
| 10        | 10        | «Smoldering Children» | Michael Lehmann     | James Wong                 | 7 de desembre de 2011  | 1ATS09            | 2,543                  |
| 11        | 11        | «Birth»               | Alfonso Gómez-Rejón | Tim Minear                 | 14 de desembre de 2011 | 1ATS10            | 2,589                  |
| 12        | 12        | «Afterbirth»          | Bradley Buecker     | Jessica Sharzer            | 21 de desembre de 2011 | 1ATS11            | 3,222                  |

## Producció

### Concepció
Els creadors Murphy i Falchuk començaren a treballar en American Horror Story abans de produir la sèrie de televisió Glee. Murphy volia fer l'oposat a el que havia estat fent anteriorment i així és com començà a treballar en la sèrie. "Vaig passar de Nip/Tuck a Glee, així que tenia sentit que volgués fer quelcom difícil i obscur. I sempre he estimat, com Brad també, el gènere de terror. Així que fou quelcom natural per a mi." Digué, "Estem fent una peça neta, dolça, optimista, no cínica, volia fer quelcom que d'alguna manera tapés el costat diferent de la meva personalitat." Falchuk estava intrigat per la idea de posar un punt de vista diferent en el gènere de terror, dient que la seva feina principal en crear la sèrie era espantar als espectadors. "Vols que les persones estiguin una mica fora de balanç després", digué. El to obscur de la sèrie es reflecteix després de Dark Shadows, que l'àvia de Murphy obligà a aquest a veure quan era jove. A més, la sèrie s'inspira en pel·lícules clàssiques de terror com Rosemary's Baby de Roman Polanski i The Shining per Stanley Kubrick.
Des del principi, Murphy i Falchuk planejaren que cada temporada de la sèrie explicaria una història diferent. Després que el final de la primera temporada fou emès, Murphy parlà dels seus plans de canviar de repartiment i ubicació per a la segona temporada. Dient, però que alguns actors tornarien interpretant personatges completament diferents, criatures, monstres, etcètera. Les històries dels Harmon però havien acabat.

### Desenvolupament de la història

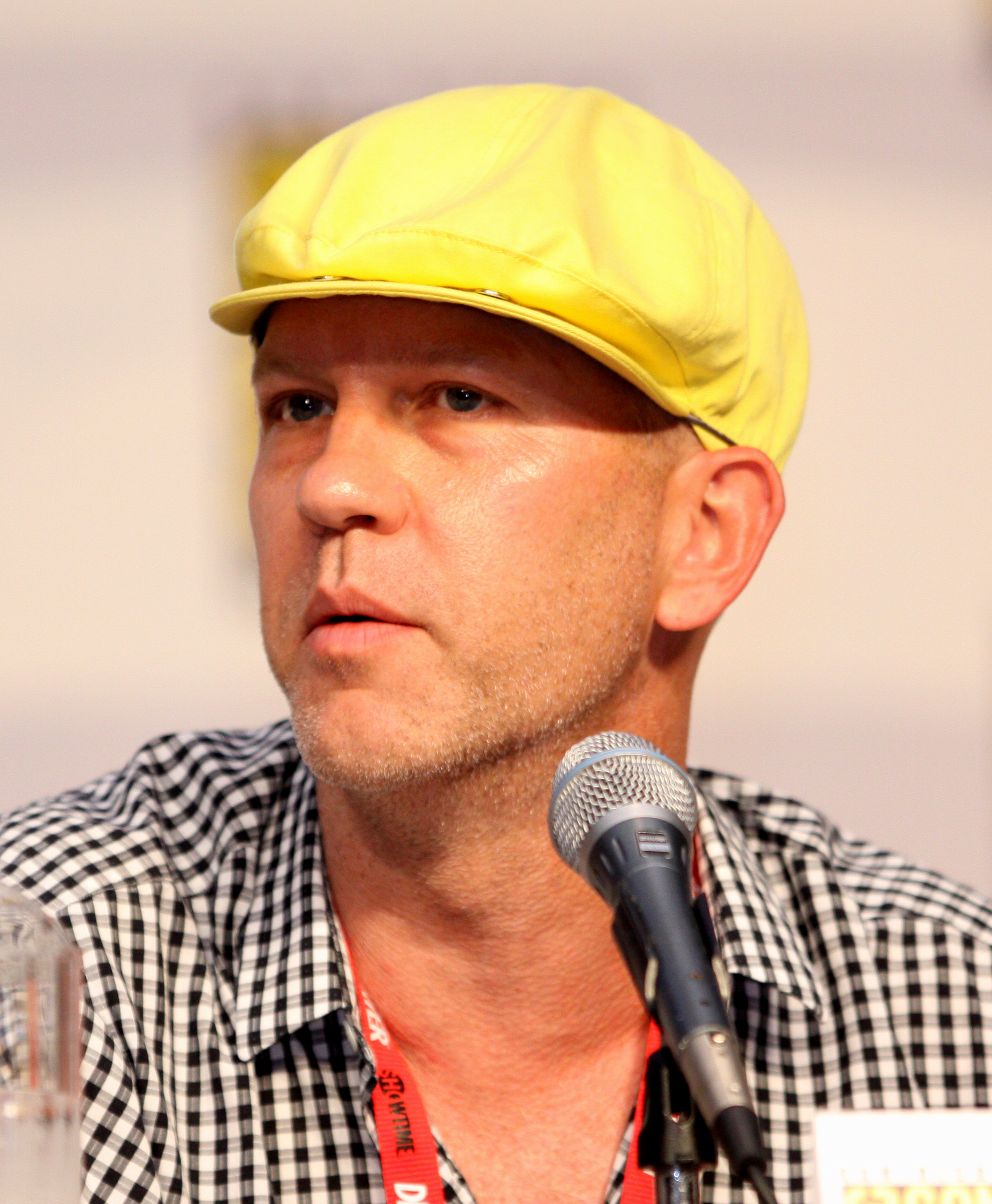
Ryan Murphy, creador de la sèrie.

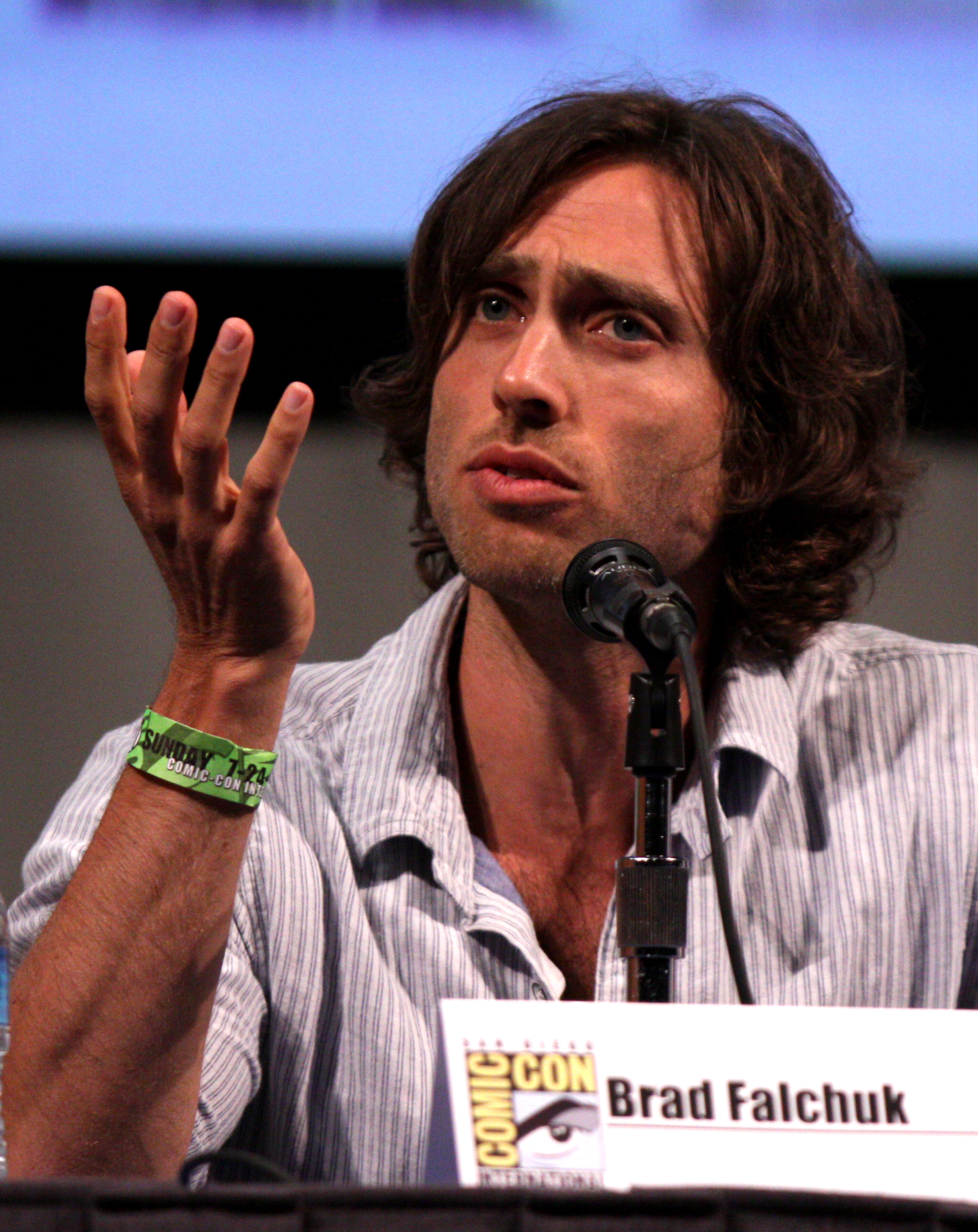
Brad Falchuk, creador de la sèrie.

Al febrer de 2011, FX anuncià oficialment que havia ordenat l'episodi pilot per una possible sèrie de Ryan Murphy i Brad Falchuk, amb ambdós com a guionistes i Murphy dirigint. S'anuncià que Dante Di Loreto seria el productor executiu. La producció de la sèrie comença a l'abril de 2011. El 18 de juliol de 2011, FX anuncià oficialment que el projecte s'havia convertit en una sèrie.

### Escriptura
Murphy i Falchuk escrigueren el guió de l'episodi pilot, amb Murphy dirigint. El 3 d'agost del 2011, s'anuncià que Tim Minear, Jennifer Salt, James Wong i Jessica Sharzer s'havien unit a la sèrie com a guionistes. Murphy i Falchuk van escriure conjuntament el segon episodi i Alfonso Gomez-Rejon el dirigí.

### Càsting
Els anuncis del càsting començaren el març de 2011, amb Connie Britton sent la primera a ser escollida, interpretant al personatge femení principal, Vivien Harmon. Britton digué que havia sigut un risc prendre el paper de Vivien. Quan Murphy li presentà el paper, ell digué, "Això és quelcom que nosaltres mai t'hem vist fer anteriorment. Canviarà el que has estat fent." Ella estava intrigada pel que ell li presentava i finalment, decidí prendre el paper. En una entrevista amb Entertainment Weekly, el co-creador de la sèrie, Ryan Murphy, digué que ell li va dir a Connie Britton, anteriorment, que el seu personatge Vivien moriria en la primera temporada. "Realment teníem tota la temporada traçada des del començament", digué. "En les reunions amb els principals actors, els personatges principals, Connie, Dylan [McDermott] i Jessica [Lange], mentres intentàvem atrapar-los, vam ser caçador de dir que aquí és on comences, aquest és el començament, i així és com acabes. Així que, sí, vaig ser capaç de dir-li a Connie realment tota la sèrie."
Denis O'Hare s'uní a l'elenc a finals de març com també Larry Harvey. Jessica Lange s'uní a l'elenc a l'abril com Constance, fent el seu primer paper regular a la televisió. Lange se sentia atreta pel paper perquè no requerà un compromís de 22 episodis com una sèrie. "¡Això va ser gran per mi", digué ella. "No estava a punt de comprometre'm a sis mesis. M'han ofert sèries abans, i determinava no fer-ho, perquè no puc fer aquest tipus de compromís per poc temps".
Dylan McDermott fou elegit com el protagonista Ben Harmon a finals d'abril. El seu personatge fou descrit inicialment com "un guapo i masculí terapeuta però sensible, que estima a la seva família però ha ferit a la seva esposa". McDermott digué que volia fer el paper per trencar el seu anterior paper com a Bobby Donnell en la sèrie The Practice. "Aquest fou exactament el perquè vaig voler fer aquesta sèrie – per canviar i fer un personatge diferent. Les persones pensen de mi com el tipus de The Practice... Volia canviar aquesta noció en el seu cap i amb esperança estic fent això", digué.
Al maig, Taissa Farmiga i Evan Peters foren els últims actors en ser escollits, interpretant a Violet Harmon i Tate Langdon. Farmiga digué que estimà a Violet "immediatament" i que "Ella tenia ànim per a ella, ella tenia actitud". Murphy ha descrit a Tate como el "verdader monstre" de la sèrie, afegint: "Per al gran crèdit d'Evan i el crèdit dels escriptors, crec que Evan ha fet un treball increïblement difícil en fer un monstre simpàtic." Zachary Quinto s'uní al repartiment a l'agost com Chad, l'antic propietari de la casa. Teddy Sears fou elegit per interpretar a Pat la parella de Chad.

### Filmació

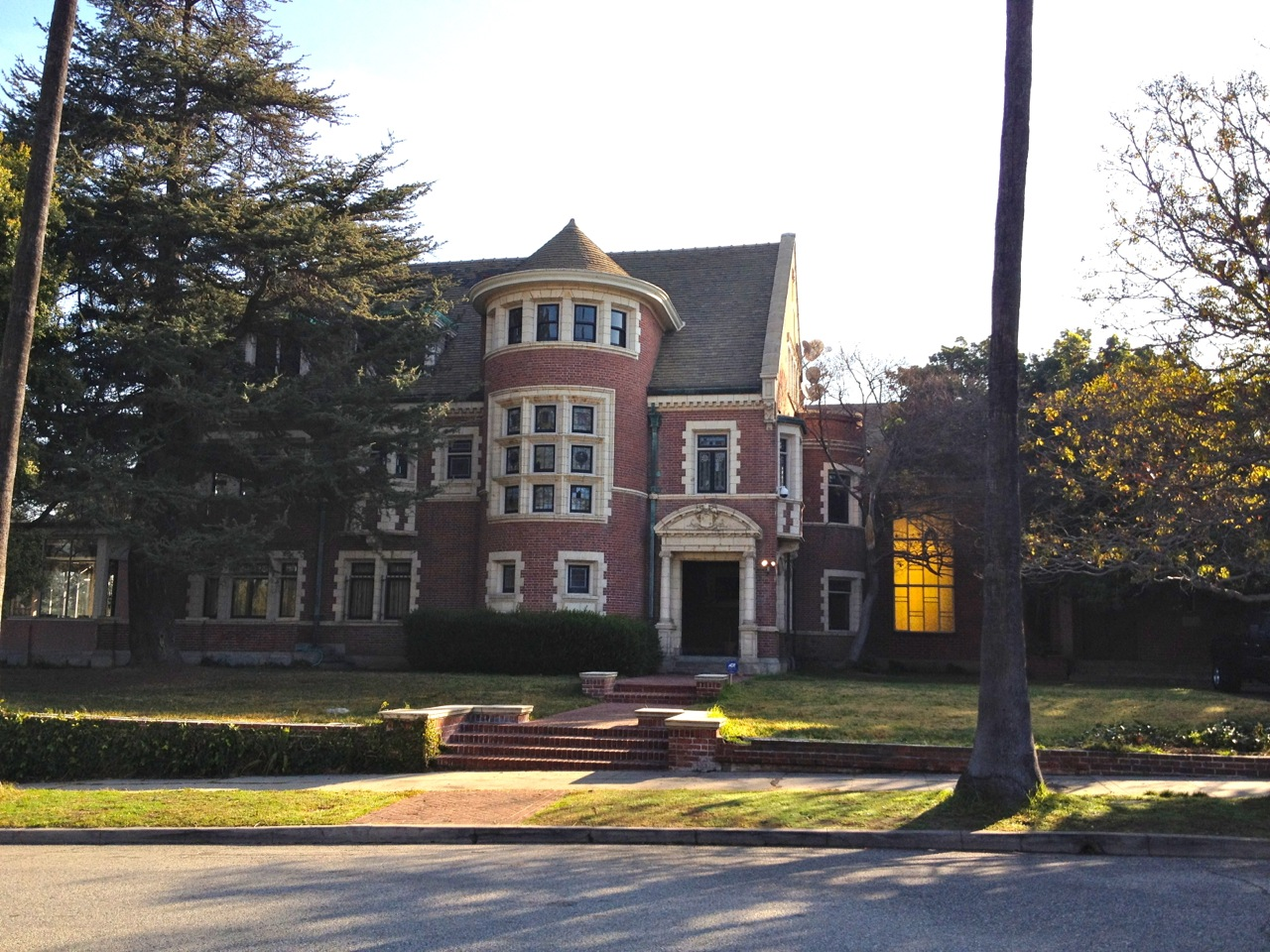
1120 Westchester Place, ubicació de la casa que apareix a la sèrie.

L'episodi pilot fou rodat en una casa a Country Club Park, Los Angeles, Califòrnia, que serveix como la casa encantada i escena del crim en la sèrie. Dissenyada i construïda als voltants de 1908 per Alfred Rosenheim, el president de l'Institut Estatunidenc d'Arquitectes a Los Angeles, la casa anteriorment havia sigut utilitzada com a convent. An adjoining chapel was removed from exterior shots using CGI.
La serie està filmada en sets que són una rèplica exacta de la casa. Detalls com les finestres Louis Comfort Tiffany, i les làmpades de bronze, foren recreades per preservar l'aspecte de la casa.
Degut a un programa de producció "molt agressiu" i amb el pilot de la sèrie havent d'esperar que els co-creadores, Ryan Murphy Brad Falchuk, comencessin la segona temporada de Glee, s'anuncià que el final de temporada seria trenta minuts més curt del planejat. A Murphy se li ocorregué el pla de fer un episodi de noranta minuts. L'episodi s'emeté en antena el 21 de desembre de 2011.

### Títol de la seqüència inicial
El títol de seqüència inicial fou creat per Kyle Cooper i la seva companyia Prologue. També creà el títol de la serie The Walking Dead i la pel·lícula de 1995, Se7en. El tema musical fou compost per César Davila-Irizarry i el músic Charlie Clouser. La seqüència està feta al soterrani dels Harmon i inclou imatges de nens, no nascuts (o avortats), bebès en gerros, calaveres, un vestit de bateig, un uniforme d'infermera, i una figura sostenint un parell de tisores cobertes de sang. Murphy ha descrit la seqüència com un mini-misteri i digué que "En el moment en què vegis el novè episodi d'aquesta temporada, cada imatge en aquesta seqüència serà explicada".

## Recepció

### Premis i nominacions
| Any  | Associació                                   | Categoria                                                                      | Treball nominat | Resultat  |
| ---- | -------------------------------------------- | ------------------------------------------------------------------------------ | --- | --------- |
| 2011 | Horror Writers Association Bram Stoker Award | Superior Achievement in a Screenplay                                           | Jessica Sharzer ("Afterbirth") | Guanyador |
| 2011 | Satellite Awards 2011                        | Premi especial: Millor actuació en una sèrie de TV                             | Jessica Lange | Guanyador |
| 2011 | Satellite Awards 2011                        | Millor sèrie de gènere                                                         | American Horror Story | Guanyador |
| 2012 | 18th Screen Actors Guild Awards              | Outstanding Performance by a Female Actor in a Drama Series                    | Jessica Lange | Guanyador |
| 2012 | 38th Saturn Awards                           | Best Syndicated/Cable Television Series                                        | American Horror Story | Nominat   |
| 2012 | 38th Saturn Awards                           | Millor actor de televisió                                                      | Dylan McDermott | Nominat   |
| 2012 | 38th Saturn Awards                           | Millor actriu de televisió                                                     | Jessica Lange | Nominat   |
| 2012 | 38th Saturn Awards                           | Millor actriu de repartiment en televisió                                      | Frances Conroy | Nominat   |
| 2012 | 38th Saturn Awards                           | Millor actor convidat a la televisió                                           | Zachary Quinto | Nominat   |
| 2012 | 2nd Critics' Choice Television Awards        | Best Movie/Miniseries                                                          | American Horror Story | Nominat   |
| 2012 | 2nd Critics' Choice Television Awards        | Best Actress in a Miniseries/Movie                                             | Jessica Lange | Nominat   |
| 2012 | 64th Primetime Emmy Awards                   | Outstanding Miniseries or Movie*                                               | American Horror Story | Nominat   |
| 2012 | 64th Primetime Emmy Awards                   | Millor actriu en una mini-sèrie o pel·lícula                                   | Connie Britton | Nominat   |
| 2012 | 64th Primetime Emmy Awards                   | Millor actriu de repartiment en una mini-sèrie o pel·lícula                    | Frances Conroy | Nominat   |
| 2012 | 64th Primetime Emmy Awards                   | Millor actriu de repartiment en una mini-sèrie o pel·lícula                    | Jessica Lange | Guanyador |
| 2012 | 64th Primetime Emmy Awards                   | Millor actor de repartiment en una mini-sèrie o pel·lícula                     | Denis O'Hare | Nominat   |
| 2012 | 64th Primetime Emmy Awards                   | Millor direcció artística en una mini-sèrie o pel·lícula                       | Mark Worthington, Edward L. Rubin, Ellen Brill ("Open House") | Nominat   |
| 2012 | 64th Primetime Emmy Awards                   | Millor direcció artística en una mini-sèrie o pel·lícula                       | Beth Rubino, Charles M. Lagola, Ellen Brill ("Pilot") | Nominat   |
| 2012 | 64th Primetime Emmy Awards                   | Millor repartiment en una mini-sèrie, pel·lícula o especial                    | Robert Ulrich, Eric Dawson | Nominat   |
| 2012 | 64th Primetime Emmy Awards                   | Millor vestimenta en una mini-sèrie, pel·lícula o especial                     | Chrisi Karvonides, Conan Castro ("Halloween (Part 1)") | Nominat   |
| 2012 | 64th Primetime Emmy Awards                   | Millor edició d'imatge de càmera sola en una mini-sèrie o pel·lícula           | Fabienne Bouville ("Birth") | Nominat   |
| 2012 | 64th Primetime Emmy Awards                   | Millor perruqueria en una mini-sèrie o pel·lícula                              | Monte C. Haught, Samantha Wade, Melanie Verkins, Natalie Driscoll, Michelle Ceglia                                                                                       | Guanyador |
| 2012 | 64th Primetime Emmy Awards                   | Millor disseny de caràtula d'inicin                                            | Kyle WJ Cooper, Juan Ruiz Anchia, Gabriel Diaz, Ryan Murphy | Nominat   |
| 2012 | 64th Primetime Emmy Awards                   | Millor maquillatge per una mini-sèrie o pel·lícula (no prostètic)              | Eryn Krueger Mekash, Kim Ayers, Silvina Knight, D. Garen Tolkin | Nominat   |
| 2012 | 64th Primetime Emmy Awards                   | Millor maquillatge prostètic per una sèrie, mini-sèrie, pel·lícula, o especial | Eryn Krueger Mekash, Hiroshi Yada, Michael Mekash, Christopher Nelson, Kim Ayers, Christien Tinsley, Jason Hamer                                                         | Nominat   |
| 2012 | 64th Primetime Emmy Awards                   | Millor edició de so en una mini-sèrie, pel·lícula, o especial                  | Gary Megregian, David Klotz, Steve M. Stuhr, Jason Krane, Jason Lezama, Timothy Cleveland, Bruce Tanis, Simon Coke, Zane Bruce, Jeff Gunn, Lance Wiseman ("Piggy Piggy") | Nominat   |
| 2012 | 64th Primetime Emmy Awards                   | Millor mescla de so per una mini-sèrie o pel·lícula                            | Sean Rush, Joe Earle, Doug Andham ("Piggy Piggy") | Nominat   |
| 2012 | 64th Primetime Emmy Awards                   | Millor coordinació d'exhibició                                                 | Tim Davison | Nominat   |
| 2012 | 69th Golden Globe Awards                     | Best Supporting Actress in a Series, Miniseries, or Television Film            | Jessica Lange | Guanyador |
| 2012 | 69th Golden Globe Awards                     | Best Television Series – Drama                                                 | American Horror Story | Nominat   |
| 2012 | Kerrang! Awards 2012                         | Best TV Show                                                                   | American Horror Story | Nominat   |
| 2012 | 1st PAAFTJ Television Awards                 | Millor mini-sèrie o pel·lícula de televisió                                    | American Horror Story | Nominat   |
| 2012 | 1st PAAFTJ Television Awards                 | Millor direcció per una mini-sèrie o pel·lícula de televisió                   | Ryan Murphy | Guanyador |
| 2012 | 1st PAAFTJ Television Awards                 | Millor actriu de repartiment en una mini-sèrie o pel·lícula de televisió       | Jessica Lange | Guanyador |
| 2012 | 1st PAAFTJ Television Awards                 | Millor càsting en una mini-sèrie o pel·lícula de televisió                     | Dylan McDermott, Connie Britton, Taissa Farmiga, Jessica Lange, Evan Peters, Denis O’Hare; casting by Eric Dawson & Carol Kritzer & Robert J. Ulrich                     | Nominat   |
| 2012 | 1st PAAFTJ Television Awards                 | Millor disseny de producció en una mini-sèrie o pel·lícula de televisió        | Mark Worthington | Guanyador |
| 2012 | 1st PAAFTJ Television Awards                 | Millor cinematografia                                                          | John B. Aronson & Michael Goi | Nominat   |
| 2012 | 1st PAAFTJ Television Awards                 | Millor disseny dels títols inicials                                            | American Horror Story | Guanyador |

* FX network va inscriure la sèrie a l'Academy of Television Arts & Sciences en les mini-sèries, i no pas a les sèries de drama, en les categories pels 64th Primetime Emmy Awards.

### Opinions
American Horror Story fou rebuda generalment amb crítiques positives. L'episodi pilot arribà al 61% a Metacritic, basat en 29 ressenyes. Ken Tucker d'Entertainment Weekly premà l'epispdi pilot amb una B+, declarant, "AHS és bastant esgarrifosa, tot el temps: un munt de crits, sexe, ensurts, cares mutilades, comportament psicòtic i bebès morts". Chuck Barney del San Jose Mercury News digué "La majoria dels xous televisius, després d'una estona, se'n van de la memòria. Aquest et perseguirà fins i tot en somnis". Hank Stuever de The Washington Post digué en la seva ressenya que "Refer les coses és una de les faltes de Murphy, però aquest xou té un estil captivador i és quelcom grotesc." Mike Hale del The New York Times va dir del show "una onada d'aire fresc mental", prenent com a referents de l'èxit les sèries de HBO True Blood i d'AMC The Walking Dead. Malgrat tot, no totes les respostes van ser favorables. Alan Sepinwall de HitFix va donar a la sèrie una nota de D-, dient, "Està per sobre de sobre de la partícula que es manté al teu retrovisor."

### Valoració
L'episodi pilot va guanyar amb un 1.6 de puntuació de share entre els adults de 18–49 i va ser vist per 3.2 milions d'espectadors, amb un total de 5.2 milions entre les dues emissions del capítol. Van ser els millors números que FX havia rebut en una estrena de sèrie. Aconseguint juntament i igualment grans números com les sèries de – Sons of Anarchy, It's Always Sunny in Philadelphia i The League – l'episodi va ajudar el que el mes d'octubre fos el que més espectadors van veure la cadena FX. L'episodi va ser vist per 3.2 milions d'espectadors en 59 països.
Les valoracions van anar pujant a mesura que progressava la temporada, amb el capítol quart rebent una puntuació de 1.7 entre la població adulta de 18-49, una dècima més alt que l'episodi pilot. El setè episodi va tenir uns 3.06 milions d'espectadors, rebent una puntuació de share d'un 1.8 en la demografia de 18-49, un dels punts àlgids de la sèrie. El final de la sèrie va ser visionat per uns 3.22 milions d'espectadors rebent un 1.7 de puntuació de share en la demografia de 18-49. La primera temporada va coincidir amb la sèrie del canal TNT Falling Skies com la sèrie més gran vista per cable entre els adults de 18-49.
L'estrena internacional dAmerican Horror Story al novembre de 2011 a Europa i Amèrica del Sud, als canals internacionals de la Fox, assolint els primers i segons llocs en totes les televisió de pagament en el moment d'emissió. Al Regne Unit, l'estrena en un canal no terrestre FX, va rebre uns 128.200 espectadors. El segon episodi va rebre un increment d'un 27%, així doncs va ser vist per uns 158.700 espectadors.

## Llançament al mercat domèstic
| American Horror Story - The Complete First Season                   |                                                                     |                                                                     | | | |
| Detalls                                                             | Detalls                                                             | Detalls                                                             | Característiques especials | Característiques especials | Característiques especials |
| - 12 episodis - Audio-comentaris de l'episodi Pilot per Ryan Murphy | - 12 episodis - Audio-comentaris de l'episodi Pilot per Ryan Murphy | - 12 episodis - Audio-comentaris de l'episodi Pilot per Ryan Murphy | - Behind the Fright: The Making of American Horror Story - The Murder House presented by Eternal Darkness Tours of Hollywood - On the Set of American Horror Story - Overture to Horror: Creating the Title Sequence - Out of the Shadows: Meet the House Ghosts | - Behind the Fright: The Making of American Horror Story - The Murder House presented by Eternal Darkness Tours of Hollywood - On the Set of American Horror Story - Overture to Horror: Creating the Title Sequence - Out of the Shadows: Meet the House Ghosts | - Behind the Fright: The Making of American Horror Story - The Murder House presented by Eternal Darkness Tours of Hollywood - On the Set of American Horror Story - Overture to Horror: Creating the Title Sequence - Out of the Shadows: Meet the House Ghosts |
| Dates del llançament                                                |                                                                     |                                                                     | | | |
| Regió 1                                                             | Regió 1                                                             | Regió 1                                                             | Regió 2 | Regió 2 | Regió 2 |
| 25 de setembre de 2012}                                             | 25 de setembre de 2012}                                             | 25 de setembre de 2012}                                             | 15 d'octubre de 2012 | 15 d'octubre de 2012 | 15 d'octubre de 2012 |